# Keigo Enomoto
Keigo Enomoto (japanisch 榎本 啓吾 Enomoto Keigo; * 5. September 1999 in der Präfektur Chiba) ist ein japanischer Fußballspieler.

## Karriere
Keigo Enomoto erlernte das Fußballspielen in den Jugendmannschaften der Ichikawa Chuo Little Kids, des VIVAIO Funabashi SC und JEF United Ichihara Chiba sowie in der Universitätsmannschaft der Tokai Gakuen University. Seinen ersten Vertrag unterschrieb er am 1. Februar 2022 beim Fujieda MYFC. Der Verein aus Fujieda, einer Stadt in der Präfektur Shizuoka, spielt in der dritten japanischen Liga. Sein Drittligadebüt gab er am 12. März 2022 (1. Spieltag) im Heimspiel gegen Gainare Tottori. Hier wurde er in der 83. Minute für Hayato Nukui eingewechselt. Fujieda MYFC gewann das Spiel 3:0. Am Ende der Saison 2022 feierte er mit dem Verein die Vizemeisterschaft und den Aufstieg in die zweite Liga.

## Erfolge
Fujieda MYFC
- Japanischer Drittligavizemeister: 2022  ▲

## Sonstiges
Keigo Enomoto ist der Bruder von Daiki Enomoto.